# Diablos danzantes de Corpus Christi
Los diablos danzantes de Corpus Christi refiere a un conjunto de manifestaciones religiosas populares de Venezuela durante el Corpus Christi. Se llevan a cabo en diversas regiones del país y por distintas agrupaciones denominadas hermandades o cofradías, las cuales celebran la presencia de Cristo en el Santísimo Sacramento de la eucaristía  de acuerdo con la doctrina del catolicismo. En total existen 11 cofradías que agrupan a más de 5 mil personas, la más famosa de ellas es los diablos danzantes de Yare. Estas manifestaciones fueron reconocidas por UNESCO como Patrimonio Cultural Inmaterial de la Humanidad en 2012.

## Historia
Se estima que sus orígenes datan de mediados del siglo XVII, donde las primeras manifestaciones se realizaban en haciendas del estado Aragua y La Guaira. Es conocido que en el año 1749, en el día de Corpus Christi, hombres, mujeres y niños se vestían de diablos para cumplir promesas realizadas al Santísimo Sacramento.
Por su naturaleza de tradición oral, a los diablos danzantes de Corpus Christi se les han atribuido diferentes orígenes. Una historia acerca de la cofradía de San Francisco de Yare reza que hace 400 años un sacerdote sin dinero ni creyentes para realizar la procesión de Corpus Christi expresó: "si no hay dinero ni creyentes para sacar la procesión del Santísimo Sacramento, ¡que vengan los diablos entonces!" Tras una tormenta, varios diablos se presentaron frente a la iglesia.
En la novela Peonía del escritor Manuel Vicente Romero García se describe en forma clara e ilustrativa cómo eran los diablos danzantes de Cúa en la década de 1870.

## Cofradías
Son 11 los grupos (denominados hermandades, sociedades o cofradías) que constituyen los diablos danzantes de Corpus Christi de Venezuela. Estas organizaciones independientes están establecidas dentro de sus respectivas comunidades. Poseen un orden jerárquico y danzan anualmente para pagar sus promesas y rendir culto al Santísimo Sacramento. Actualmente funcionan como asociaciones sin ánimos de lucro a fin de tener acceso a financiamiento público y privado para mejorar sus estrategias de organización y de promoción y así llegar a un público más amplio.
- Diablos danzantes de Yare
- Diablos danzantes de Ocumare de la Costa
- Diablos danzantes de Cata
- Diablos danzantes de Cuyagua
- Diablos danzantes de Turiamo
- Diablos danzantes de Chuao
- Diablos danzantes de Patanemo
- Diablos danzantes de San Rafael de Orituco
- Diablos danzantes de Tinaquillo
- Diablos danzantes de San Millán
- Diablos danzantes de Naiguatá

Tratando de alcanzar un grado de fortaleza organizativa, varias cofradías llevan a cabo una serie de "encuentros nacionales", cada uno ubicado en una comunidad de práctica diferente. Como resultado, se creó la Asociación Nacional de Diablos Danzantes de Corpus Christi para agrupar las cofradías existentes.

## Declaración de Patrimonio Cultural Inmaterial de la Humanidad

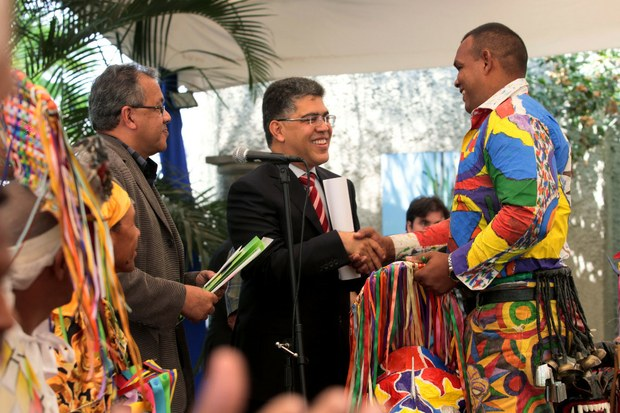
El Canciller Elias Jaua entrega Certificado de UNESCO como Patrimonio Cultural e Inmaterial de la Humanidad

Los Diablos danzantes de Corpus Christi ingresaron a la lista representativa del Patrimonio Cultural Inmaterial de la Humanidad que aprueba la Organización de la Naciones Unidas para la Educación, Ciencia y la Cultura (Unesco), en París, el 6 de diciembre de 2012.

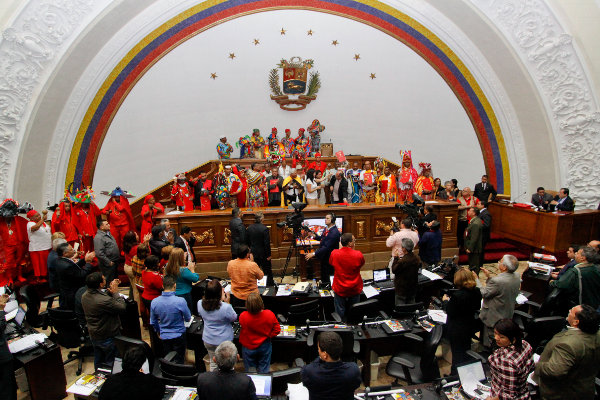
Acuerdo Reconocimiento de la Asamblea Nacional por la Declaratoria de UNESCO

Once cofradías, enraizadas en igual número de comunidades de Venezuela desde hace cerca de cuatrocientos años, se rinden ante el Santísimo Sacramento, el noveno jueves después del Jueves Santo, integrados a la celebración católica del Corpus Christi. En cada una de estas comunidades, las vestimentas, los bailes e instrumentos utilizados varían, pero tienen en común una ceremonia plena de religiosidad popular, devoción y fe desprendida, en la que concurren elementos de las culturas indígenas y africanas. Una tradición transmitida de padres a hijos, signada por la participación popular, la resistencia cultural, el desarrollo de vínculos solidarios y la celebración de la espiritualidad.
Este reconocimiento de la UNESCO a los Diablos Danzantes de Corpus Christi de Venezuela proyecta con intensidad al pueblo venezolano en el resto del mundo, desde una de sus prácticas culturales de mayor arraigo y trascendencia, y lleva un mensaje de solidaridad para todos los pueblos.
El 11 de diciembre de 2012 la Asamblea Nacional (AN) aprobó el Proyecto de Acuerdo de Reconocimiento con motivo de haber sido declarado Patrimonio Cultural Inmaterial de la Humanidad por la UNESCO. En el acto, estuvo el ministro de la Cultura, Pedro Calzadilla, quien señaló que este reconocimiento es para los miles de venezolanos que han formado parte de los Diablos de Corpus Christi por más de 400 años: “Quienes están aquí, han resistido y han permitido que esta manifestación cultural esté entre nosotros todavía. Hoy es posible que ahora esté ante los ojos del mundo. Solo así seremos libres y soberanos, solo así seremos reconocidos”, afirmó.